# Гура-Шуцій (комуна)
Гура-Шуцій (рум. Gura Șuții) — комуна у повіті Димбовіца в Румунії. До складу комуни входять такі села (дані про населення за 2002 рік):
- Гура-Шуцій (3487 осіб)
- Сперієцень (1913 осіб)

Комуна розташована на відстані 59 км на північний захід від Бухареста, 18 км на південь від Тирговіште, 141 км на схід від Крайови, 100 км на південь від Брашова.

## Населення
За даними перепису населення 2002 року у комуні проживали 5400 осіб.
Національний склад населення комуни:
| Національність | Кількість осіб | Відсоток |
| -------------- | -------------- | -------- |
| румуни         | 5144           | 95,3%    |
| цигани         | 256            | 4,7%     |

Рідною мовою назвали:
| Мова      | Кількість осіб | Відсоток |
| --------- | -------------- | -------- |
| румунська | 5399           | > 99,9%  |
| циганська | 1              | < 0,1%   |

Склад населення комуни за віросповіданням:
| Релігія        | Кількість осіб | Відсоток |
| -------------- | -------------- | -------- |
| православні    | 4934           | 91,4%    |
| адвентисти     | 344            | 6,4%     |
| лютерани       | 81             | 1,5%     |
| бретрени       | 37             | 0,7%     |
| п'ятдесятники  | 2              | < 0,1%   |
| римо-католики  | 1              | < 0,1%   |
| греко-католики | 1              | < 0,1%   |